# Prvenstvo Hrvatske u hokeju na ledu
Chorvatská liga ledního hokeje (česky:Chorvatské mistrovství v ledním hokeji) je nejvyšší profesionální hokejová soutěž v Chorvatsku, kterou organizuje Chorvatský svaz ledního hokeje. Vznikla v roce 1991, po rozpadu Jugoslávie. Do té doby hrály chorvatská družstva Jugoslávskou ligu ledního hokeje.
Vzhledem k malému počtu účastníků hrají týmy i v zahraniční mezinárodní soutěži IHL - Mezinárodní hokejové lize, kterou pořádá Slovinský hokejový svaz a hrají v ní s chorvatskými týmy i slovinské a srbské.

## Vítězové ligy
- 1947: KHL Mladost Zagreb
- 1949: KHL Mladost Zagreb
- 1950–1991: Jugoslávská liga ledního hokeje

| Sezóna    | Mistr              |
| --------- | ------------------ |
| 1991/1992 | KHL Zagreb         |
| 1992/1993 | KHL Zagreb         |
| 1993/1994 | KHL Zagreb         |
| 1994/1995 | KHL Medveščak      |
| 1995/1996 | KHL Zagreb         |
| 1996/1997 | KHL Medveščak      |
| 1997/1998 | KHL Medveščak      |
| 1998/1999 | KHL Medveščak      |
| 1999/2000 | KHL Medveščak      |
| 2000/2001 | KHL Medveščak      |
| 2001/2002 | KHL Medveščak      |
| 2002/2003 | KHL Medveščak      |
| 2003/2004 | KHL Medveščak      |
| 2004/2005 | KHL Medveščak      |
| 2005/2006 | KHL Medveščak      |
| 2006/2007 | KHL Medveščak      |
| 2007/2008 | KHL Mladost Zagreb |
| 2008/2009 | KHL Medveščak      |
| 2009/2010 | KHL Medveščak II.  |
| 2010/2011 | KHL Medveščak II.  |
| 2011/2012 | KHL Medveščak II.  |
| 2012/2013 | KHL Medveščak II.  |
| 2013/2014 | KHL Medveščak II.  |
| 2014/2015 | KHL Medveščak II.  |
| 2015/2016 | KHL Medveščak II.  |
| 2016/2017 | KHL Medveščak II.  |
| 2017/2018 | KHL Medveščak II.  |
| 2018/2019 | KHL Zagreb         |
| 2020/2021 | KHL Mladost Zagreb |
| 2021/2022 | KHL Sisak          |
| 2022/2023 | KHL Zagreb         |
| 2023/2024 | KHL Sisak          |

## Počty titulů
| Klub               | Tituly | Vítězné ročníky                                                              |
| ------------------ | ------ | ---------------------------------------------------------------------------- |
| KHL Medveščak      | 13     | 1995, 1997, 1998, 1999, 2000, 2001, 2002, 2003, 2004, 2005, 2006, 2007, 2009 |
| KHL Medveščak II.  | 9      | 2010, 2011, 2012, 2013, 2014, 2015, 2016, 2017, 2018                         |
| KHL Zagreb         | 6      | 1992, 1993, 1994, 1996, 2019, 2023                                           |
| KHL Mladost Zagreb | 2      | 2008, 2021                                                                   |
| KHL Sisak          | 2      | 2022, 2024                                                                   |